# Aira Azman
Aira Azman (* 29. September 2004 in Kedah) ist eine malaysische Squashspielerin.

## Karriere
Aira Azman spielte erstmals im Jahr 2018 und bis 2022 vereinzelt auf der PSA Squash Tour. Seit der Saison 2022/23 ist sie regelmäßig auf der Tour aktiv. Bislang gewann sie auf dieser vier Titel. Im Juli 2022 gelang ihr in Seremban der erste Turniererfolg dank eines 3:1-Finalerfolgs gegen Salma Eltayeb. Der zweite Titelgewinn folgte im Januar 2023 in Hongkong. Im Finale setzte sie sich dabei gegen Cheng Nga-Ching in drei Sätzen durch. Ihre höchste Platzierung in der Weltrangliste erreichte sie mit Rang 26 am 5. Mai 2025. Während dieser Zeit war sie auch bei den Juniorinnen sehr erfolgreich. In mehreren Altersklassen wurde sie Asienmeisterin – wie auch 2023 mit der Mannschaft – und erreichte im Juli 2023 auch das Finale der Juniorinnen-Weltmeisterschaft. Dort hatte sie gegen die Titelverteidigerin Amina Orfi das Nachsehen. Auch mit der Mannschaft wurde sie hinter Ägypten Junioren-Vizeweltmeisterin. In der Finalbegegnung hatte sie in ihrer Partie erneut das Nachsehen gegen Amina Orfi.
Bereits im April 2023 qualifizierte sich Azman auch erstmals erfolgreich für die Weltmeisterschaft. In der ersten Runde schied sie gegen Mélissa Alves in fünf Sätzen aus. Zwei Monate darauf gehörte sie zum malaysischen Aufgebot beim WSF World Cup und erreichte mit der Mannschaft das Endspiel gegen Ägypten. Azman verlor ihre Finalpartie gegen Fayrouz Aboelkheir, wie auch Malaysia die gesamte Partie gegen Ägypten. Im August 2023 wurde Azman erstmals malaysische Landesmeisterin, nachdem sie im Finale Ainaa Amani in vier Sätzen besiegt hatte. Bei den 2023 ausgetragenen Asienspielen 2022 in Hangzhou schied sie im Einzel im Viertelfinale gegen Chan Sin-Yuk aus, während sie sich mit der Mannschaft die Goldmedaille sicherte. 2024 gewann Azman mit der Mannschaft die Asienmeisterschaften. Im selben Jahr verteidigte sie ihren Landesmeistertitel. 2024 gehörte sie zum malaysischen Aufgebot bei den Weltmeisterschaften. Mit ihrer Schwester Aifa sicherte sie sich 2024 außerdem den Titelgewinn bei den Asienmeisterschaften im Doppel.
Auch ihre Schwester Aika ist Squashspielerin.

## Erfolge
- Asienmeisterin mit der Mannschaft: 2024
- Asienmeisterin im Doppel: 2024
- Gewonnene PSA-Titel: 4
- Asienspiele: 1 × Gold (Mannschaft 2022)
- Malaysische Meisterin: 3 Titel (2023–2025)